# Thyle
Un Thyle era una posición de la corte relacionada con la realeza escandinava y anglosajona y los jefes en la Alta Edad Media con el deber de determinar la verdad de las declaraciones públicas. La mayoría de las referencias literarias son encontradas en la literatura Islandia y la anglosajona como el Hávamál, donde Odín es llamado a sí mismo "el gran Thul", y Beowulf. También aparece en la inscripción rúnica de la Piedra de Snoldelev.
El antiguo término inglés es glosado como Latín histrio "orador" y curra "bufón"; þylcræft significa "elocuencia." El Diccionario Conciso Zoega define Þulr como "hombre sabio," afín al contiguo nórdico þula (verbo) "para hablar" y þula (sustantivo) "lista de la forma poética". El proyecto Rundata se traduce Þulr como "recitador". 
Adherentes modernos de la religión reconstruccionista Teodismo han establecido el papel de Thyle en sus organizaciones.